# Pavel Vízner
Pavel Vízner (Praag, 15 juli 1970) is een voormalig Tsjechisch professioneel tennisser die voornamelijk in het dubbelspel actief was. Vízner speelde tussen 1995 en 2009 professioneel tennis en schreef zestien ATP-toernooien in het dubbelspel op zijn naam.

## Finales

### Dubbelspel
| Nr.                           | Datum            | Toernooi                            | Ondergrond    | Partner          | Tegenstanders in finale                 | Score                    | Details |
| ----------------------------- | ---------------- | ----------------------------------- | ------------- | ---------------- | --------------------------------------- | ------------------------ | ------- |
| Gewonnen finales heren dubbel |                  |                                     |               |                  |                                         |                          |         |
| 1.                            | 26 mei 1996      | ATP Sankt Pölten                    | Gravel        | Ctislav Doseděl  | David Adams Menno Oosting               | 6-7, 6-4, 6-3            | Details |
| 2.                            | 16 juni 1996     | ATP Rosmalen                        | Gras          | Paul Kilderry    | Anders Järryd Daniel Nestor             | 7-5, 6-3                 | Details |
| 3.                            | 14 juli 1996     | ATP Gstaad                          | Gravel        | Jiří Novák       | Trevor Kronemann David Macpherson       | 4-6, 7-6, 7-6            | Details |
| 4.                            | 2 maart 2003     | ATP Kopenhagen                      | Hardcourt (i) | Tomáš Cibulec    | Julian Knowle Michael Kohlmann          | 7–5, 5–7, 6–2            | Details |
| 5.                            | 20 juli 2003     | ATP Stuttgart                       | Gravel        | Tomáš Cibulec    | Jevgeni Kafelnikov Kevin Ullyett        | 3–6, 6–3, 6–4            | Details |
| 6.                            | 15 februari 2004 | ATP Milaan                          | Tapijt (i)    | Jared Palmer     | Daniele Bracciali Giorgio Galimberti    | 6–4, 6–4                 | Details |
| 7.                            | 3 oktober 2004   | ATP Shanghai                        | Hardcourt     | Jared Palmer     | Rick Leach Brian MacPhie                | 4–6, 7–6(4), 7–6(11)     | Details |
| 8.                            | 11 oktober 2004  | ATP Tokio                           | Hardcourt     | Jared Palmer     | Jiří Novák Petr Pála                    | 5–1 opgave               | Details |
| 9.                            | 19 juni 2005     | ATP Rosmalen                        | Gras          | Cyril Suk        | Tomáš Cibulec Leoš Friedl               | 6–3, 6–4                 | Details |
| 10.                           | 26 februari 2006 | ATP Costa do Sauípe                 | Gravel        | Lukáš Dlouhý     | Mariusz Fyrstenberg Marcin Matkowski    | 6-1, 4-6, [10-3]         | Details |
| 11.                           | 6 mei 2006       | ATP Estoril                         | Gravel        | Lukáš Dlouhý     | Lucas Arnold Ker Leoš Friedl            | 6–3, 6–1                 | Details |
| 12.                           | 15 oktober 2006  | ATP Wenen                           | Hardcourt (i) | Petr Pála        | Julian Knowle Jürgen Melzer             | 6-4, 3-6, [12-10]        | Details |
| 13.                           | 18 februari 2007 | ATP Costa do Sauípe                 | Gravel        | Lukáš Dlouhý     | Albert Montañés Rubén Ramírez Hidalgo   | 6-2, 7-6                 | Details |
| 14.                           | 15 juli 2007     | ATP Gstaad                          | Gravel        | František Čermák | Marc Gicquel Florent Serra              | 7-5, 5-7, [10-7]         | Details |
| 15.                           | 14 augustus 2007 | ATP Montréal                        | Hardcourt     | Mahesh Bhupathi  | Paul Hanley Kevin Ullyett               | 6-4, 6-4                 | Details |
| 16.                           | 17 februari 2008 | ATP Marseille                       | Hardcourt (i) | Martin Damm      | Yves Allegro Jeff Coetzee               | 7-6, 7-5                 | Details |
| Verloren finales heren dubbel |                  |                                     |               |                  |                                         |                          |         |
| 1.                            | 7 augustus 1994  | ATP Praag                           | Gravel        | Tomáš Krupa      | Karel Novácek Mats Wilander             | walk over                | Details |
| 2.                            | 13 oktober 1996  | ATP Wenen                           | Tapijt (i)    | Menno Oosting    | Jevgeni Kafelnikov Daniel Vacek         | 6-7, 4-6                 | Details |
| 3.                            | 25 oktober 1998  | ATP Ostrava                         | Tapijt (i)    | David Adams      | Nicolas Kiefer David Prinosil           | 4-6, 3-6                 | Details |
| 4.                            | 7 februari 1999  | ATP Marseille                       | Hardcourt (i) | David Adams      | Maks Mirni Andrej Olchovski             | 5-7, 6-7(7)              | Details |
| 5.                            | 15 augustus 1999 | ATP San Marino                      | Gravel        | Petr Pála        | Lucas Arnold Ker Mariano Hood           | 3-6, 2-6                 | Details |
| 6.                            | 22 oktober 2000  | ATP Shanghai                        | Hardcourt (i) | Petr Pála        | Paul Haarhuis Sjeng Schalken            | 2-6, 6-3, 4-6            | Details |
| 7.                            | 26 november 2000 | ATP Stockholm                       | Hardcourt (i) | Petr Pála        | Mark Knowles Daniel Nestor              | 3-6, 2-6                 | Details |
| 8.                            | 25 februari 2001 | ATP Rotterdam                       | Hardcourt (i) | Petr Pála        | Jonas Björkman Roger Federer            | 3-6, 0-6                 | Details |
| 9.                            | 9 juni 2001      | Roland Garros                       | Gravel        | Petr Pála        | Mahesh Bhupathi Leander Paes            | 6-7(5), 3-6              | Details |
| 10.                           | 3 februari 2001  | ATP Doubles Challenge Cup Bangalore | Hardcourt     | Petr Pála        | Ellis Ferreira Rick Leach               | 7-6(8), 6-7(2), 4-6, 4-6 | Details |
| 11.                           | 5 mei 2002       | ATP München                         | Gravel        | Petr Pála        | Petr Luxa Radek Štěpánek                | 0-6, 7-6(4), [9-11]      | Details |
| 12.                           | 25 augustus 2002 | ATP Long Island                     | Hardcourt     | Petr Pála        | Mahesh Bhupathi Mike Bryan              | 3-6, 4-6                 | Details |
| 13.                           | 3 februari 2003  | ATP Milaan                          | Tapijt(i)     | Tomáš Cibulec    | Petr Luxa Radek Štěpánek                | 4-6, 6-7(4)              | Details |
| 14.                           | 16 februari 2003 | ATP Marseille                       | Hardcourt (i) | Tomáš Cibulec    | Sébastien Grosjean Fabrice Santoro      | 1-6, 4-6                 | Details |
| 15.                           | 20 februari 2005 | ATP Rotterdam                       | Hardcourt (i) | Cyril Suk        | Jonathan Erlich Andy Ram                | 4-6, 6-4, 3-6            | Details |
| 16.                           | 16 april 2006    | ATP Valencia                        | Gravel        | Lukáš Dlouhý     | David Škoch Tomáš Zíb                   | 4-6, 3-6                 | Details |
| 17.                           | 4 maart 2007     | ATP Acapulco                        | Gravel        | Lukáš Dlouhý     | Potito Starace Martín Vassallo Argüello | 0-6, 2-6                 | Details |
| 18.                           | 9 juni 2007      | Roland Garros                       | Gravel        | Lukáš Dlouhý     | Mark Knowles Daniel Nestor              | 6-2, 3-6, 4-6            | Details |
| 19.                           | 8 september 2007 | US Open                             | Hardcourt     | Lukáš Dlouhý     | Simon Aspelin Julian Knowle             | 5-7, 4-6                 | Details |

## Prestatiestabel
| Legenda | Legenda                          |
| ------- | -------------------------------- |
| g.t.    | geen toernooi gehouden           |
| l.c.    | lagere categorie                 |
| –       | niet deelgenomen                 |
| G       | uitgeschakeld in de groepsfase   |
| 1R      | uitgeschakeld in de eerste ronde |
| 2R      | uitgeschakeld in de tweede ronde |
| 3R      | uitgeschakeld in de derde ronde  |
| 4R      | uitgeschakeld in de vierde ronde |
| KF      | uitgeschakeld in de kwartfinale  |
| HF      | uitgeschakeld in de halve finale |
| F       | de finale verloren               |
| W       | het toernooi gewonnen            |
| w-v     | winst/verlies-balans             |

### Prestatietabel grand slam, dubbelspel
| Toernooi        | 1996 | 1997 | 1998 | 1999 | 2000 | 2001 | 2002 | 2003 | 2004 | 2005 | 2006 | 2007 | 2008 | 2009 |
| --------------- | ---- | ---- | ---- | ---- | ---- | ---- | ---- | ---- | ---- | ---- | ---- | ---- | ---- | ---- |
| Australian Open | –    | 1R   | –    | 3R   | 1R   | 2R   | 3R   | 1R   | 1R   | 2R   | 2R   | 2R   | KF   | 1R   |
| Roland Garros   | 2R   | 1R   | 1R   | 1R   | 2R   | F    | 1R   | 3R   | 2R   | 2R   | HF   | F    | 1R   | 1R   |
| Wimbledon       | 3R   | HF   | 2R   | 2R   | 2R   | KF   | 1R   | 1R   | 3R   | 3R   | KF   | KF   | 1R   | –    |
| US Open         | 1R   | –    | 1R   | 1R   | 1R   | 3R   | 2R   | 2R   | 3R   | KF   | 2R   | F    | 3R   |      |